# Lucyna Kałek
Lucyna Kałek (geb. Langer; * 9. Januar 1956 in Mysłowice) ist eine ehemalige polnische Hürdenläuferin, deren Spezialstrecke die 100-Meter-Distanz war.
1978 wurde sie bei den Leichtathletik-Europameisterschaften in Prag Fünfte.
Bei den Olympischen Spielen 1980 in Moskau gewann sie die Bronzemedaille im 100-Meter-Hürdenlauf hinter Vera Komissowa aus der Sowjetunion und Johanna Klier aus der DDR.
1982 siegte sie bei den Europameisterschaften in Athen wurde sie Europameisterin vor der Bulgarin Jordanka Donkowa und Kerstin Knabe.